# Cultura del Turkmenistan

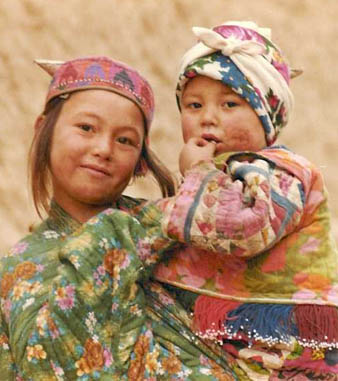
Noia turcmana i un nadó amb la vestimenta tradicional.

El poble turcman ha estat tradicionalment nòmada i eqüestre, i encara avui després de la caiguda de l'URSS els intents d'urbanitzar els turcmans no han tingut gaire èxit. Mai van formar una nació o un grup ètnic coherent fins que van ser forjats en un per Ióssif Stalin als anys trenta. Més aviat es divideixen en clans, i cada clan té el seu propi dialecte i estil de vestir. Els turcmans són famosos per fer catifes turcmanes amb nusos, sovint anomenades erròniament "catifes de Bukhara" a Occident. Es tracta de catifes elaborades i acolorides amb nusos a mà, i aquestes també ajuden a indicar les distincions entre els diferents clans turcmans.

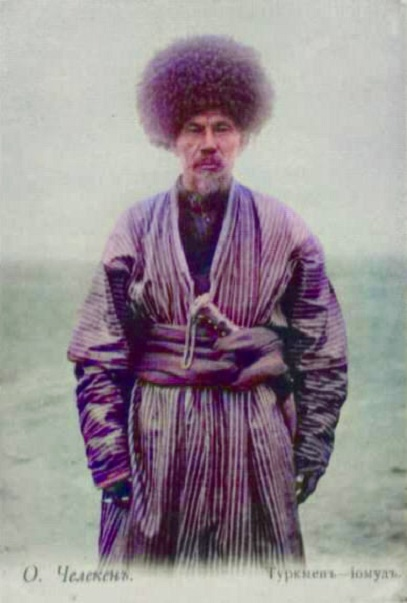

Els turcmans són musulmans sunnites, però ells, com la majoria dels nòmades de la regió, s'adhereixen a l'islam.
Un turcman es pot identificar a qualsevol lloc pels barrets tradicionals "telpek", que són grans barrets de pell d'ovella negra o blanca. El vestit tradicional dels homes consisteix en barrets de pell d'ovella, alts i peluts, i bates vermelles sobre camises blanques. Les dones porten vestits de sac llargs sobre pantalons estrets (els pantalons estan retallats amb una banda de brodat al turmell). Els tocats femenins solen consistir en joies de plata. Les polseres i els fermalls estan engastats amb pedres semiprecioses.

## Història
Vegeu també: Història del Turkmenistan
Els turcmans tenen una llarga història a l'Àsia Central. No obstant això, no molta gent coneix els seus orígens perquè no té constància escrita. Històricament eren nòmades i pastorals.
És possible seguir el desenvolupament de l'habitatge humà al sud de Turkmenistan des del Paleolític fins a l'actualitat. Algunes de les primeres traces de l'agricultura a l'Àsia central es van descobrir a uns 32 km al nord d'Aixgabat a la civilització neolítica de Jeitun, que pot datar-se del V mil·lenni aC. La civilització Jeitun va ser seguida per una sèrie d'altres cultures neolítiques, i una unificació cultural del sud de Turkmenistan que es va produir a l'edat del bronze primerenca (2500-2000 aC). Durant el mig mil·lenni següent es van crear alguns nuclis urbans; les ruïnes de Namazga-Tepe cobreixen aproximadament 60 hectàrees. Des de mitjan segle III aC fins a la conquesta sasànida al segle IV dC, Turkmenistan va formar part de l’imperi part.
En aquesta terra van entrar, probablement al segle XI, els turcmans, els quals eren forasters, sense vincles amb cap civilització anterior de la regió. Els historiadors contemporanis no els van distingir dels oghuz, una confederació solta de tribus turques presents a la regió des del segle IX. Els turcmans van passar sota el domini de la dinastia seljúcida (1038–1194) de les tribus oghuz, i van resistir força bé les invasions mongoles (segle XIII); les tribus del sud van passar a formar part de l’imperi Il-Khanid, i les tribus del nord van pertànyer a l’Horda d’Or. Una de les principals ocupacions dels turcmans durant segles després de la decadència del domini mongol va ser robar caravanes.
No va ser fins al 1924 que els turcmans van experimentar una unitat política nominal. La seva organització era exclusivament tribal, i les tribus eren nòmades i independents o subjectes a la veïna Pèrsia o als khanats de Khiva i Bukhara. Hi va haver una forta resistència a la invasió russa, però finalment aquesta va ser trencada pel general Mikhail Dmitriyevich Skobelev a la batalla de Gök-Tepe (avui Gökdepe) el 1881. Els turcmans van participar activament en la revolta de 1916 contra el domini rus, especialment en la ciutat de Tejen, on molts colons i oficials russos van ser assassinats.

## Llenguatge
Fora de la capital, la llengua nacional del turcman és la més àmpliament generalitzada. A Aşgabat i Türkmenbaşy es troba habitualment la llengua russa; tanmateix, amb els esforços recents per reviure l'antiga cultura del Turkmenistan, el turcman està recuperant ràpidament el seu lloc com a llengua principal de l'estat.

## Literatura
Dues figures significatives de la literatura turcmana tradicional són els poetes Magtymguly Pyragy i Mämmetweli Kemine.

## Música, teatre i dansa
La música és un dels aspectes més destacables d'aquesta cultura, formant part del seu patrimoni i relacionant-la amb les seves creences. Les seves cançons expressen entusiasme i interès per la gent d'aquestes terres, on la música recorda velles tradicions, també veus amargues i diferents melodies que entonen dolors i plaers, com epopeies sensacionals. Altres temes també parlen de la feina i la vida, així com de les cerimònies. Pel que fa amb els seus orígens, provenen dels poetes turcmans anomenats "bakhshies" (d'on neix la paraula "bakhshi" que vol dir música), els quals han tingut un paper rellevant en fer difusió de la històrica, èpica i cultura espiritual turcmana al llarg del temps (en moments en què no existien les fonts escrites).

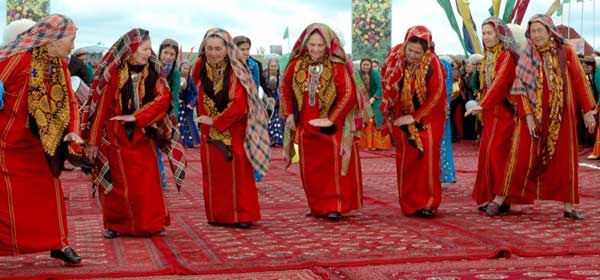
Membres d'una tribu yomut ballant el Kushtdepdi.

Hi ha 10 teatres estatals al Turkmenistan: 5 a Aixgabat i 5 als centres regionals.
El dia 29 d'abril se celebra el Dia Internacional de la Dansa, on la més distintiva és la de "Kushtdepdi", que remunta en una tradició mil·lenària. El viatger S.A. Gunaropulo va visitar el país al 1871, com a membre de l'expedició russa, i va esmentar aquesta dansa a la seva obra "A les estepes turcmenes". Aquest ball forma part del Patrimoni Cultural Immaterial de la Humanitat (UNESCO).

## Gastronomia
La cuina turcmana comparteix moltes coses en comú amb altres cuines de la regió, però es diferencia notablement per la seva tradició i geografia nòmades. Un dels plats més populars és la "cendra", un pilaf d'arròs i carn no diferent dels d'altres cuines d'Àsia Central. La carn i els lactis tenen un paper molt important en la cuina turcmana, especialment la carn grassa i la llet d'ovella. Una varietat de plats que inclouen peix també són comuns a la part occidental del país, prop del mar Caspi. Les espècies s'utilitzen amb moderació; per tant, la cuina turcomana pretén, en canvi, preservar els sabors dels ingredients.

## Heritage sites
| Imatge | Nom                     | Ubicació                      | Observacions                                                          | Data d'addició | Tipus    |
| ------ | ----------------------- | ----------------------------- | --------------------------------------------------------------------- | -------------- | -------- |
|        | Antiga Merv             | Bayram Ali, Província de Mary | una gran ciutat-oasis a l'Àsia Central, a l'històrica Ruta de la Seda | 1995           | Cultural |
|        | Köneürgenç              | Köneürgenç                    | ruïnes inexcavades del segle XII, capital de Khwarazm                 | 2005           | Cultural |
|        | fortalesa parta de Nisa | Bagyr neighborhood, Ashgabat  | one of the first capitals of the Parthians                            | 2007           | Cultural |

## Galeria

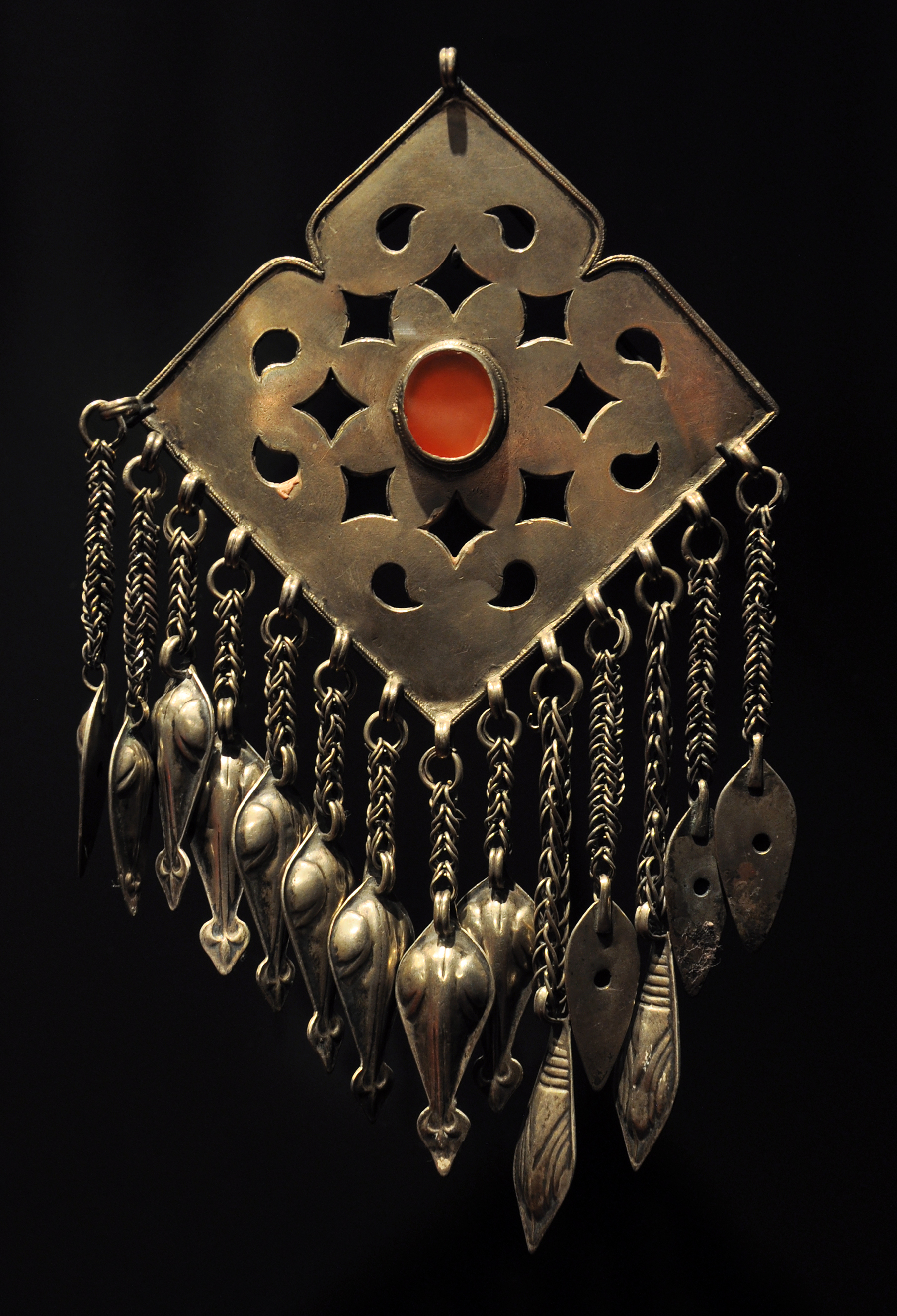
Joieria femenina turcmana,de metall i cornalina, segle xx. Musée du Quai Branly, París, França.
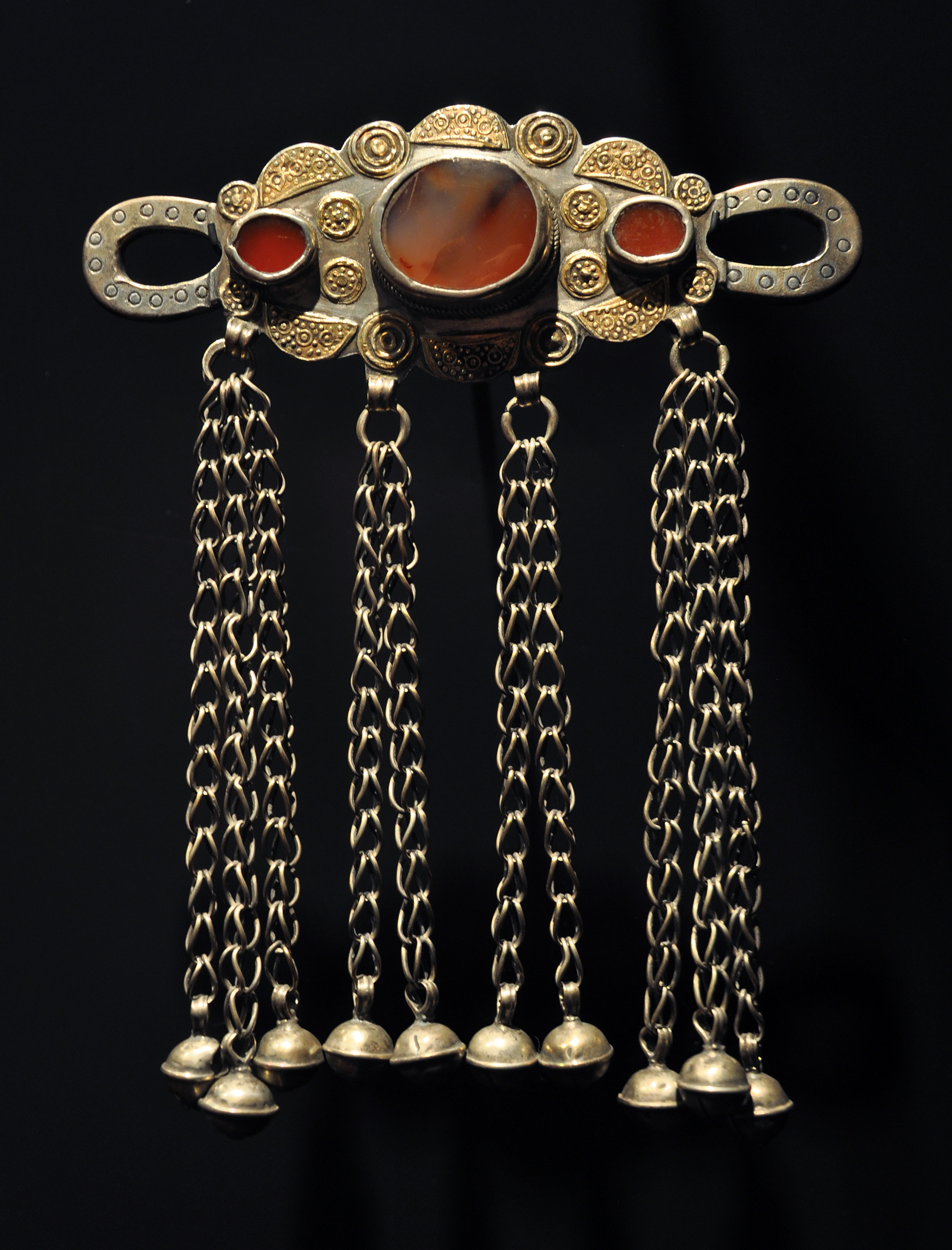
Joieria femenina turcmana, plata, or i cornalina, segle xx. Musée du Quai Branly, Paris, France.
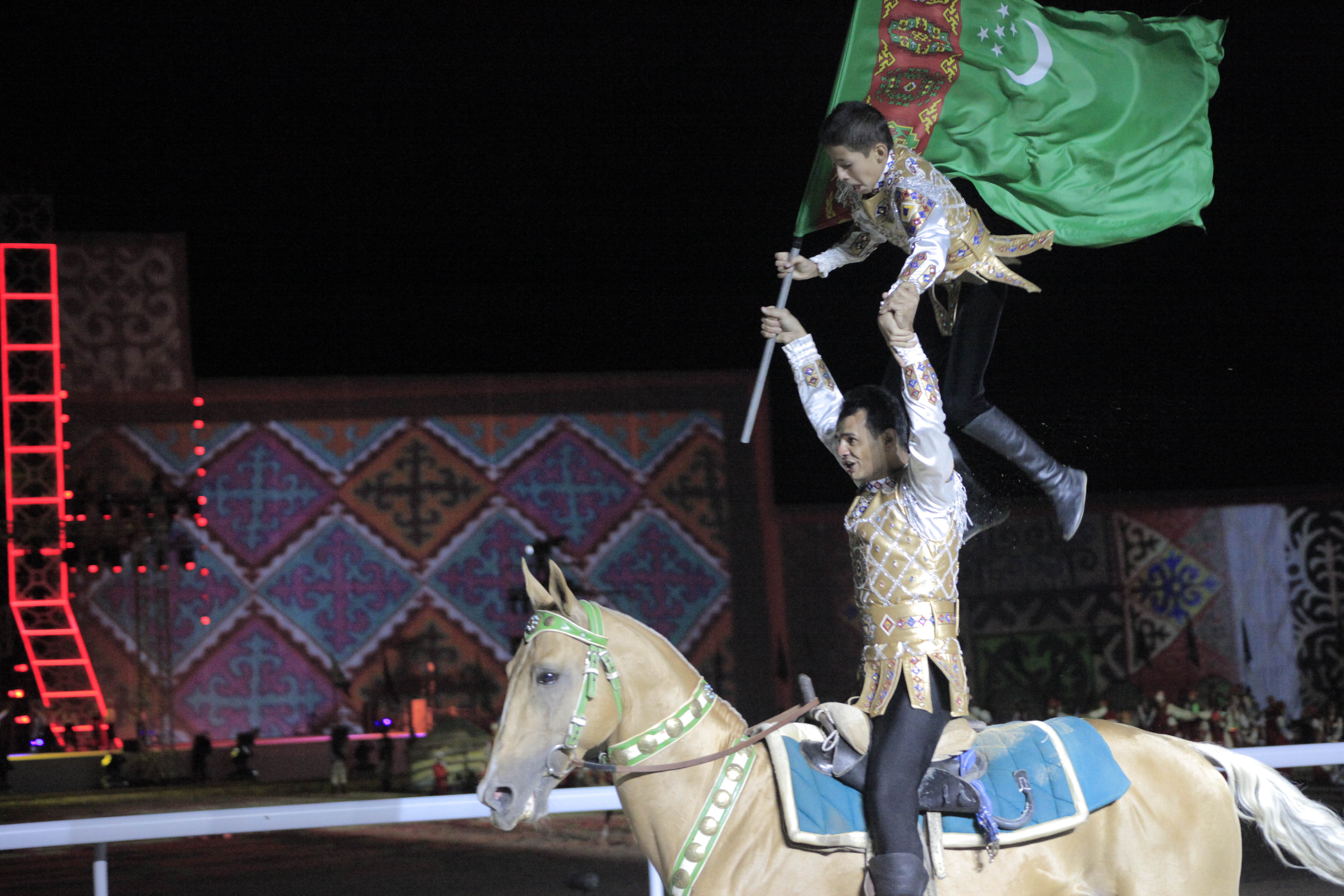
Home turcman i el seu fill aixequen la bandera de Turkmenistan mentre cabalguen a la cerimònia d'obertura del 2008 dels World Nomad Games.
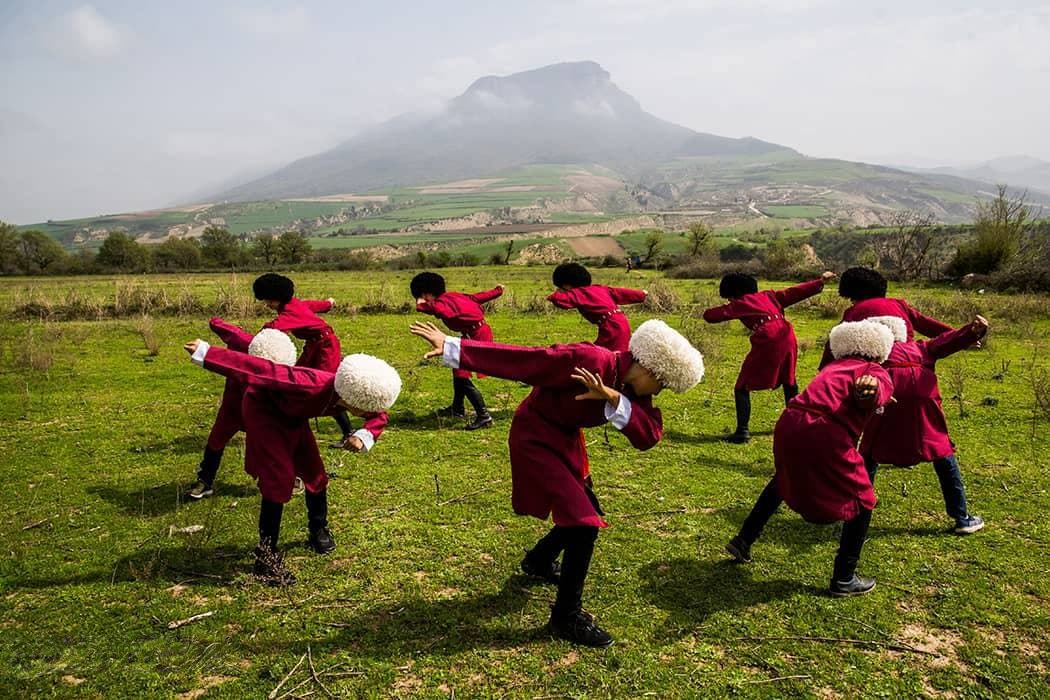
Dansa turcmana anomenada "Zekre Khanjar" que es toca en festivals i esdeveniments.